# Verseny a javából
| Verseny a javából                         | Verseny a javából                                  |
| Kattints az alábbi külső linkek egyikére! | Kattints az alábbi külső linkek egyikére!          |
| ----------------------------------------- | -------------------------------------------------- |
| Nem található szabad kép.(?)              |                                                    |
| külső link · jogvédett                    | Fale professzor és a Nagy Leslie                   |
| külső link · jogvédett                    | Fate professzor és Max, a Hannibal Twin fedélzetén |

A Verseny a javából (eredeti cím: The Great Race) 1965-ben bemutatott zenés amerikai kalandfilm-vígjáték, Blake Edwards rendezésében, Tony Curtis, Natalie Wood és Jack Lemmon főszereplésével. A burleszk-jelenetekben bővelkedő harsány filmkomédia egy világ körüli autóverseny bonyodalmain vezet végig. Feliratos változatát a magyar mozik 1969-ben mutatták be, magyar nyelvű szinkronja 1976-ban készült el.

## Cselekmény
A 19-20. század fordulóján játszódó történet két főhőse két egymással rivalizáló, vakmerő, professzionális kaszkadőr. A Nagy Leslie (Tony Curtis) a női szívek bálványa, igazi romantikus mintahős, hófehér ruhában jár, szőke, jóképű, sármos, elmés, visszafogott stílusú, finom humorú. Szívós és kérlelhetetlen ellenfele, sőt ellensége Fate („Végzet”) professzor (Jack Lemmon), mindenben Leslie ellentéte, borús hangulatú, bosszúvágyó, keserű lelkű negatív hős, az „úri gazember”. Fekete bajuszt hord, fekete felöltőt és cilindert visel, mindenkivel veszekszik, időnként sátáni kacajban tör ki. Mindig Leslie nyomában liheg, terveket sző a legyőzésére, de mindig kudarcot vall.
A Nagy Leslie egy hosszú távú autóverseny ötletével áll elő, New York Citytől indulva, Észak-Amerikán és Oroszországon át a párizsi Eiffel-toronyig. A Webber autógyár nyomban felajánlja, hogy a Nagy Leslie számára megkonstruálja és elkészíti a világ legkorszerűbb versenyautóját, a „Leslie Special”-t, természetesen hófehér színben. Fate professzor maga építi meg saját versenyautóját, a hollófekete „Hannibal Twin-8”-ast, amelyet telezsúfol rejtett romboló eszközökkel és fegyverekkel, hogy így tizedelje meg versenytársait. Az induló mezőnyhöz további autómobil-tulajdonosok is csatlakoznak. New York legelegánsabb újságja is indít egy Stanley Steamer gyártmányú versenyautót, melynek pilótája a szép Maggie DuBois (Natalie Wood), az újság fotóriporternője, lánglelkű szüfrazsett, a női egyenjogúság elkötelezett harcosa.
Hét autó áll a rajtvonalhoz, de Fate professzor cimborája és mitfahrere, Maximilian (Peter Falk) fondorlatos trükkökkel ötöt tönkretesz, köztük − sajnálatos tévedés folytán − Fate professzorét is. Három egység tud elrajtolni, a Leslie Special, benne a Nagy Leslie, vele barátja és gépésze, Hezekiah Sturdy; az egyedül versenyző Maggie DuBois riporternő a Stanley Steamerrel; végül Fate professzor és Max, a sebtében kijavított Hannibál Twinnel. Az élen haladó Maggie autója hamarosan lerobban, Leslie felveszi, de a nő az agyára megy, így csak a következő vasútállomásig vállalja a fuvart. Fate professzor megelőzi őket, és elsőként érkezik a vadnyugati Boracho városába, ahol benzint tankolhatnak. A helyiek üdvrivalgása mellett Leslie-ék is beérkeznek. A kocsma táncosnője, Lily Olay élénken érdeklődik a Nagy Leslie iránt. Féltékeny barátja, Texas Jack beavatkozik. Nagy tömegverekedés tör ki. A káoszt kihasználva Fate professzor megtankolja a Hannibált, majd felrobbantja a benzinraktárat. Leslie csak öszvérekkel tudja bevontatni saját autóját a következő benzintöltő állomásig. Itt Hezekiah megpróbálja lerázni és vasútra rakni Maggie-t, de a trükkös csaj őt bilincseli a vonatüléshez, és azt hazudja Leslie-nek, a gépész-mitfahrer visszautazott New Yorkba. Kísérő híján Leslie kénytelen Maggie-t magával vinni.
A két versenyző team éjszaka, sűrű hóviharban éri el a Bering-szorost. Pont egymás mellé parkolnak a végtelen jégmezőn. Hogy meg ne fagyjanak, Maggie igyekszik odabújni a Nagy Leslie-hez. A Hannibál Twin-be beköltözik egy jegesmedve, Fate és Max átmenekülnek Leslie kocsijába, ahol pezsgővel várják őket. Reggelre kelve egy úszó jégtáblán találják magukat, amely azonban jó irányba, Oroszország partjához sodródik. Itt a dühös Hezekiah vár rájuk. Maggie szélhámossága lelepleződik, Leslie és Hezekiah kiteszik a szűrét. Maggie-t Fate professzor kaparintja meg, aki hamarosan megelőzi Leslie-t és átveszi a vezetést. Áthajtanak Szibérián. Egy orosz faluban néma, gyanakvó tömeg állja útjukat. Maggie lángoló bolsevik szózatot intéz hozzájuk orosz nyelven, az elnyomott amerikai munkásosztály üdvözletét tolmácsolva. A fellelkesült oroszok a vállukon viszik őket a faluba.
Valahol Közép-Európában a Hannibal Twin megérkezik a parányi „Carpania Királyság” fővárosába, Pottsdorfba. Itt éppen összeesküvés készülődik Friedrich Hapnick koronaherceg, a trón örököse ellen, aki egy alkoholista és piperkőc jampec, egyben kiköpött hasonmása Fate professzornak. A katonák őrizetbe veszik a professzort, Maxot és Maggie-t. Vezetőik, Rolfe von Stuppe báró és Kuhster generális elrabolják és bezárják a herceget. Max megszökik, szövetkezik a később érkező Leslie-hez, hogy megmentse a többieket. Fate professzort a báró kollaborálásra kényszeríti: a herceg képében kell szerepelnie a koronázáson, hogy a lázadók átvehessék a hatalmat. Max és Leslie bejutnak a börtönbe, leütik az őröket, végül a Nagy Leslie látványos kardpárbajban legyőzi Von Stuppe bárót, aki a vártoronyból egy előkészített csónakba ugrik, de kiüti annak fenekét és elsüllyed. Leslie és Max kiszabadítják az igazi (bár holtrészeg) herceget, és a fővárosba viszik, hogy meghiúsítsák a készülő puccsot. Fate professzor teljes koronázási díszben egy sütödébe menekül, ahol eposzi méretű tortacsata zajlik le. Ennek végeztével a krémmel borított versenyzők tovább indulnak Carpaniából, a megkoronázott és hálás Friedrich király köszönetével.
A verseny utolsó szakaszán, a véghajrában fej fej mellett robog a két autó, Maggie ismét a Nagy Leslie-vel utazik. Párizs felé közeledve Maggie és Leslie összevitatkoznak a nők és férfiak szerepéről a kapcsolatok és a szex területén. A Eiffel-toronynál, közvetlenül a célvonal előtt Maggie azzal bosszantja Leslie-t, hogy győzelmet fontosabbnak tartja a szerelemnél. Leslie erre megállítja autóját, és nagy csókban forrnak össze. Fate professzor a Hannibal Twinnel elhajt mellettük, megnyeri a versenyt, de Fate úgy érzi, nem tudta igazán legyőzni Leslie-t, mert az szándékosan hagyta őt nyerni. A dühöngő Fate visszavágót követel, újabb autóversenyt Párizsból vissza New Yorkba.
Az újabb versenyen Leslie és Maggie, mint friss házasok, egy teamben indulnak. Fate professzor, aki a „maga módján” akarja legyőzni örök vetélytársát, előre engedi, aztán célba veszi őket a Hannibal Twin-ből előbújó ágyúval. A lövés eldördül, az Eiffel-torony romba dől…

## Szereposztás
| Szerep                                     | Színész          | Magyar hangja (1. szinkron, 1976) |
| ------------------------------------------ | ---------------- | --------------------------------- |
| Fate professzor / Friedrich Hapnick herceg | Jack Lemmon      | Zenthe Ferenc                     |
| A Nagy Leslie                              | Tony Curtis      | Sztankay István                   |
| Maggie DuBois fotóriporternő               | Natalie Wood     | Borbás Gabi                       |
| Maximilian (Max), a professzor segédje     | Peter Falk       | Tahi Tóth László                  |
| Hezekiah Sturdy, Leslie segédje            | Wynn Keenan      | Makay Sándor                      |
| Henry Goodbody                             | Arthur O′Connell | Kaló Flórián                      |
| Hester Goodbody                            | Vivian Vance     | Dallos Szilvia                    |
| Lili Olay dizőz                            | Dorothy Provine  | Pálos Zsuzsa                      |
| Texas Jack                                 | Larry Storch     | Szilágyi Tibor                    |
| Rolfe Von Stuppe báró                      | Ross Martin      | Versényi László                   |
| Kuhster tábornok                           | George Macready  | Ujlaky László                     |
| Frisbee                                    | Marvin Kaplan    | Verebes Károly                    |
| Boracho város polgármestere                | Hal Smith        | Győrffy György                    |
| Boracho város seriffje                     | Denver Pyle      | Surányi Imre                      |

## A filmbéli autómobilok

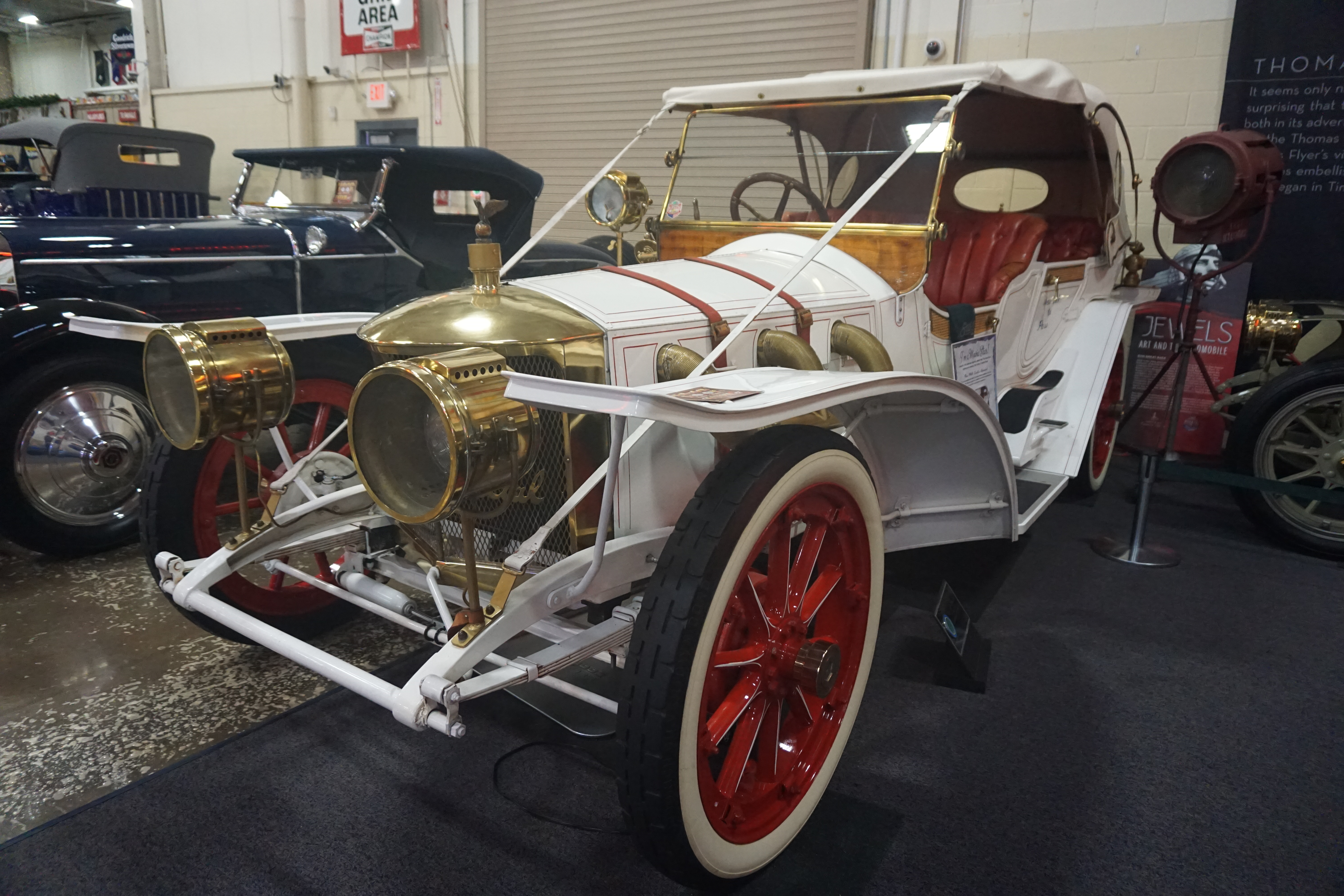
A „Leslie Special” példánya a Stahls Automotive Collection kiállításán, Michiganben

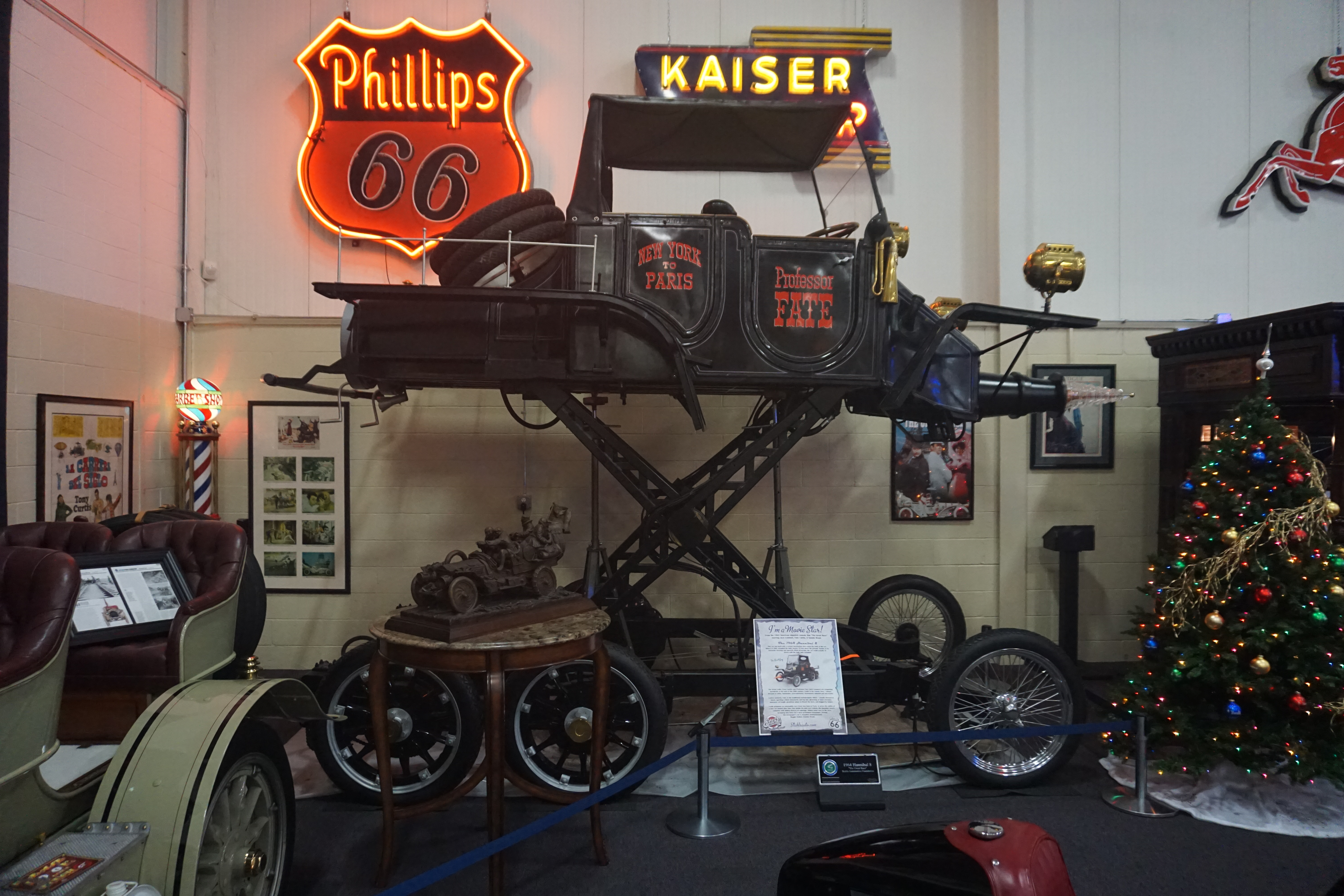
A „Hannibal Twin-8” példánya a Stahls Automotive Collection kiállításán, Michiganben

A Nagy Leslie fehér autóját, a „Leslie Special”-t, a Warner Brothersnél építették. Mintaként egy valódi Thomas Flyer autómobil szolgált, amely 1908-ban megnyerte a New York–Párizs autóversenyt. 
A filmes autóból négy példány készült. 
Egy példánya a Mississippi állambeli Tupelo város autómúzeumában található.
A „Leslie Special” egy másik példánya, sötétzöldre lakkozva 1970-ben megjelent egy másik Warner Brothers-filmben, A pap, a kurtizán és a magányos hős-ben (The Ballad of Cable Hogue). Az autó a film utolsó 30 percében tűnik fel.
A negatív főhős, Fate professzor fekete autójából, a „Hannibal Twin-8”-ből öt példány készült. Egy példánya a Los Angeles-i Petersen Automobile Museum-ban található, egy másik példánya – amelyben kitolható ágyú és működő füstfejlesztő is van – az illinois állambeli Volo község autómúzeumában van kiállítva. A volói múzeumban fellelhető leírás szerint a hatkerekű „Hannibal Twin-8” autómobilt a Warner Brothers 1965-ben 150 000 USD költségből építette meg (2021-es értéken 1 290 000 USD).

## Elismerések, díjak
1965-ben a film hangszerkesztője, Treg Brown, elnyerte a legjobb hangvágásért járó Oscar-díjat. Oscar-díjra nevezték a legjobb vágás, a legjobb hang (George Groves hangmérnök), a legjobb eredeti dal („The Sweetheart Tree”) kategóriáiban, és 1966-ban nevezték a legjobb operatőr kategóriájában (Russell Harlan).
1966-ban a filmet nevezték a legjobb filmvígjátéknak járó Golden Globe-díjra, és Jack Lemmont a filmbéli alakításáért a legjobb férfi főszereplőnek járó Golden Globe-díjra.
1965-ben, a 4. Moszkvai Nemzetközi Filmfesztiválon a film ezüstérmet nyert.